# Olympische Jugend-Winterspiele 2020/Teilnehmer (Spanien)
| Gelbes Symbol für Goldmedaillen mit stilisierten Olympischen Ringen | Graues Symbol für Silbermedaillen mit stilisierten Olympischen Ringen | Braundes Symbol für Bronzemedaillen mit stilisierten Olympischen Ringen |
| ------------------------------------------------------------------- | --------------------------------------------------------------------- | ----------------------------------------------------------------------- |
| 1                                                                   | 1                                                                     | 3                                                                       |

Spanien nahm an den Olympischen Jugend-Winterspielen 2020 im Schweizerischen Lausanne mit 24 Athleten (13 Mädchen und 11 Jungen) in 8 Sportarten teil.

## Medaillen

### Medaillenspiegel
| Rang   | Sportart       | Gold | Silber | Bronze | Gesamt |
| ------ | -------------- | ---- | ------ | ------ | ------ |
| 1      | Skibergsteigen | 1    | —      | 2      | 3      |
| 2      | Eisschnelllauf | —    | 1      | —      | 1      |
| 3      | Snowboard      | —    | —      | 1      | 1      |
| Gesamt | Gesamt         | 1    | 1      | 3      | 5      |

### Medaillengewinner
| Name/n                                      | Sportart       | Wettkampf           |
| ------------------------------------------- | -------------- | ------------------- |
| Gold                                        |                |                     |
| María Costa                                 | Skibergsteigen | Sprint              |
| Pablo González 1                            | Eishockey      | 3×3 Turnier Jungen  |
| Eva Aizpurua 1                              | Eishockey      | 3×3 Turnier Mädchen |
| Silber                                      |                |                     |
| Nil Llop                                    | Eisschnelllauf | 1500 m              |
| Bronze                                      |                |                     |
| Ot Ferrer                                   | Skibergsteigen | Sprint              |
| Maria Costa Marc Ràdua Ares Torra Ot Ferrer | Skibergsteigen | Staffel             |
| Álvaro Romero                               | Snowboard      | Snowboardcross      |

## Teilnehmer nach Sportarten

### Curling
| Wettbewerb    | Mixed-Team                                                   |
| ------------- | ------------------------------------------------------------ |
| Athleten      | Ana Vázquez Oriol Gastó Carmen Pérez Aleix Rauber            |
| Vorrunde      | Polen 6:9 Estland 9:3 Russland 4:11 Kanada 3:9 Südkorea 2:10 |
| Viertelfinale | ausgeschieden                                                |
| Halbfinale    | ausgeschieden                                                |
| Finale        | ausgeschieden                                                |
| Platzierung   | 18                                                           |

Im Mixed-Doppel, kam der Partner immer aus einem anderen Land, somit spielten nur gemischte Mannschaften in diesem Wettbewerb mit.
| Athleten                       | Wettbewerb   | 1. Runde                        | 1. Runde | 2. Runde                      | 2. Runde      | 3. Runde      | 3. Runde      | 4. Runde      | 4. Runde      | Halbfinale    | Halbfinale    | Finale/Platz 3 | Finale/Platz 3 | Rang |
| Athleten                       | Wettbewerb   | Gegner                          | Erg      | Gegner                        | Erg           | Gegner        | Erg           | Gegner        | Erg           | Gegner        | Erg           | Gegner         | Erg            | Rang |
| ------------------------------ | ------------ | ------------------------------- | -------- | ----------------------------- | ------------- | ------------- | ------------- | ------------- | ------------- | ------------- | ------------- | -------------- | -------------- | ---- |
| Mixed                          |              |                                 |          |                               |               |               |               |               |               |               |               |                |                |      |
| Ana Vázquez Jan Iseli          | Mixed Doppel | Liu Tong Selahattin Eser        | 7:12     | ausgeschieden                 | ausgeschieden | ausgeschieden | ausgeschieden | ausgeschieden | ausgeschieden | ausgeschieden | ausgeschieden | ausgeschieden  | ausgeschieden  | 25   |
| Marta Lo Deserto Aleix Raubert | Mixed Doppel | Natali Vedro Lukas Høstmælingen | 8:6      | Anna Lasmane William Becker   | 7:8           | ausgeschieden | ausgeschieden | ausgeschieden | ausgeschieden | ausgeschieden | ausgeschieden | ausgeschieden  | ausgeschieden  | 13   |
| Carmen Pérez Johannes Scheuerl | Mixed Doppel | Nilla Hallström Dominik Szmidt  | 9:10     | ausgeschieden                 | ausgeschieden | ausgeschieden | ausgeschieden | ausgeschieden | ausgeschieden | ausgeschieden | ausgeschieden | ausgeschieden  | ausgeschieden  | 25   |
| Emily Deschenes Oriol Gastó    | Mixed Doppel | Leticia Cid Hunter Walker       | 10:9     | Maelle Vergnaud Grunde Buraas | 2:8           | ausgeschieden | ausgeschieden | ausgeschieden | ausgeschieden | ausgeschieden | ausgeschieden | ausgeschieden  | ausgeschieden  | 13   |

### Eishockey
Im 3×3 Eishockey spielten die Athleten in gemischten Mannschaften.
| Mannschaft    | Athleten | Vorrunde       | Vorrunde  | Halbfinale     | Halbfinale    | Finale/Spiel um Bronze       | Finale/Spiel um Bronze | Rang |
| Mannschaft    | Athleten | Gegner         | Ergebnis  | Gegner         | Ergebnis      | Gegner                       | Ergebnis               | Rang |
| ------------- | --- | -------------- | --------- | -------------- | ------------- | ---------------------------- | ---------------------- | ---- |
| Jungen        | |                |           |                |               |                              |                        |      |
| _ Team Gelb   | Tibo Van Reeth Csongor Antal Yassin Soubra Tommaso Madaschi David Guilabert Ryan Kolgen Miha Beričič Andrej Muraschko Oskar Bakkevig Šimon Slavíček Daniel Valencia Loris Uberti Lukas Heuberger               | _ Team Grün    | 5:10      | ausgeschieden  | ausgeschieden | ausgeschieden                | ausgeschieden          | 7    |
| _ Team Gelb   | Tibo Van Reeth Csongor Antal Yassin Soubra Tommaso Madaschi David Guilabert Ryan Kolgen Miha Beričič Andrej Muraschko Oskar Bakkevig Šimon Slavíček Daniel Valencia Loris Uberti Lukas Heuberger               | _ Team Grau    | 8:11      | ausgeschieden  | ausgeschieden | ausgeschieden                | ausgeschieden          | 7    |
| _ Team Gelb   | Tibo Van Reeth Csongor Antal Yassin Soubra Tommaso Madaschi David Guilabert Ryan Kolgen Miha Beričič Andrej Muraschko Oskar Bakkevig Šimon Slavíček Daniel Valencia Loris Uberti Lukas Heuberger               | _ Team Orange  | 9:4       | ausgeschieden  | ausgeschieden | ausgeschieden                | ausgeschieden          | 7    |
| _ Team Gelb   | Tibo Van Reeth Csongor Antal Yassin Soubra Tommaso Madaschi David Guilabert Ryan Kolgen Miha Beričič Andrej Muraschko Oskar Bakkevig Šimon Slavíček Daniel Valencia Loris Uberti Lukas Heuberger               | _ Team Schwarz | 7:19      | ausgeschieden  | ausgeschieden | ausgeschieden                | ausgeschieden          | 7    |
| _ Team Gelb   | Tibo Van Reeth Csongor Antal Yassin Soubra Tommaso Madaschi David Guilabert Ryan Kolgen Miha Beričič Andrej Muraschko Oskar Bakkevig Šimon Slavíček Daniel Valencia Loris Uberti Lukas Heuberger               | _ Team Blau    | 13:8      | ausgeschieden  | ausgeschieden | ausgeschieden                | ausgeschieden          | 7    |
| _ Team Gelb   | Tibo Van Reeth Csongor Antal Yassin Soubra Tommaso Madaschi David Guilabert Ryan Kolgen Miha Beričič Andrej Muraschko Oskar Bakkevig Šimon Slavíček Daniel Valencia Loris Uberti Lukas Heuberger               | _ Team Rot     | 13:15     | ausgeschieden  | ausgeschieden | ausgeschieden                | ausgeschieden          | 7    |
| _ Team Gelb   | Tibo Van Reeth Csongor Antal Yassin Soubra Tommaso Madaschi David Guilabert Ryan Kolgen Miha Beričič Andrej Muraschko Oskar Bakkevig Šimon Slavíček Daniel Valencia Loris Uberti Lukas Heuberger               | _ Team Braun   | 6:8       | ausgeschieden  | ausgeschieden | ausgeschieden                | ausgeschieden          | 7    |
| _ Team Grau   | Thawab Al-Subaey Alejandro Resendiz Nowruz Baýhanow Gosei Daikuhara Timofei Katkow Pablo Mata Sohn Hyun Patrik Melicher Jan Billa Nino Tomow Boldizsár Szalay Lukas Svedin Alexei Baidek                       | _ Team Blau    | 9:8       | ausgeschieden  | ausgeschieden | ausgeschieden                | ausgeschieden          | 5    |
| _ Team Grau   | Thawab Al-Subaey Alejandro Resendiz Nowruz Baýhanow Gosei Daikuhara Timofei Katkow Pablo Mata Sohn Hyun Patrik Melicher Jan Billa Nino Tomow Boldizsár Szalay Lukas Svedin Alexei Baidek                       | _ Team Gelb    | 11:8      | ausgeschieden  | ausgeschieden | ausgeschieden                | ausgeschieden          | 5    |
| _ Team Grau   | Thawab Al-Subaey Alejandro Resendiz Nowruz Baýhanow Gosei Daikuhara Timofei Katkow Pablo Mata Sohn Hyun Patrik Melicher Jan Billa Nino Tomow Boldizsár Szalay Lukas Svedin Alexei Baidek                       | _ Team Braun   | 6:16      | ausgeschieden  | ausgeschieden | ausgeschieden                | ausgeschieden          | 5    |
| _ Team Grau   | Thawab Al-Subaey Alejandro Resendiz Nowruz Baýhanow Gosei Daikuhara Timofei Katkow Pablo Mata Sohn Hyun Patrik Melicher Jan Billa Nino Tomow Boldizsár Szalay Lukas Svedin Alexei Baidek                       | _ Team Rot     | 13:9      | ausgeschieden  | ausgeschieden | ausgeschieden                | ausgeschieden          | 5    |
| _ Team Grau   | Thawab Al-Subaey Alejandro Resendiz Nowruz Baýhanow Gosei Daikuhara Timofei Katkow Pablo Mata Sohn Hyun Patrik Melicher Jan Billa Nino Tomow Boldizsár Szalay Lukas Svedin Alexei Baidek                       | _ Team Grün    | 6:14      | ausgeschieden  | ausgeschieden | ausgeschieden                | ausgeschieden          | 5    |
| _ Team Grau   | Thawab Al-Subaey Alejandro Resendiz Nowruz Baýhanow Gosei Daikuhara Timofei Katkow Pablo Mata Sohn Hyun Patrik Melicher Jan Billa Nino Tomow Boldizsár Szalay Lukas Svedin Alexei Baidek                       | _ Team Schwarz | 8:16      | ausgeschieden  | ausgeschieden | ausgeschieden                | ausgeschieden          | 5    |
| _ Team Grau   | Thawab Al-Subaey Alejandro Resendiz Nowruz Baýhanow Gosei Daikuhara Timofei Katkow Pablo Mata Sohn Hyun Patrik Melicher Jan Billa Nino Tomow Boldizsár Szalay Lukas Svedin Alexei Baidek                       | _ Team Orange  | 5:2       | ausgeschieden  | ausgeschieden | ausgeschieden                | ausgeschieden          | 5    |
| _ Team Grün   | Nicolas Elgas Artjom Pronitschkin Nathan Nicoud Wolodymyr Troschkin Pablo González Maks Perčič Yam Yau Alessandro Segafredo Illja Korsun Marek Potšinok Patrik Dalen Levente Hegedűs Štěpán Maleček            | _ Team Gelb    | 10:5      | _ Team Schwarz | 7:3           | _ Team Rot                   | 10:4                   | Gold |
| _ Team Grün   | Nicolas Elgas Artjom Pronitschkin Nathan Nicoud Wolodymyr Troschkin Pablo González Maks Perčič Yam Yau Alessandro Segafredo Illja Korsun Marek Potšinok Patrik Dalen Levente Hegedűs Štěpán Maleček            | _ Team Braun   | 8:6       | _ Team Schwarz | 7:3           | _ Team Rot                   | 10:4                   | Gold |
| _ Team Grün   | Nicolas Elgas Artjom Pronitschkin Nathan Nicoud Wolodymyr Troschkin Pablo González Maks Perčič Yam Yau Alessandro Segafredo Illja Korsun Marek Potšinok Patrik Dalen Levente Hegedűs Štěpán Maleček            | _ Team Rot     | 9:8 n. V. | _ Team Schwarz | 7:3           | _ Team Rot                   | 10:4                   | Gold |
| _ Team Grün   | Nicolas Elgas Artjom Pronitschkin Nathan Nicoud Wolodymyr Troschkin Pablo González Maks Perčič Yam Yau Alessandro Segafredo Illja Korsun Marek Potšinok Patrik Dalen Levente Hegedűs Štěpán Maleček            | _ Team Blau    | 11:6      | _ Team Schwarz | 7:3           | _ Team Rot                   | 10:4                   | Gold |
| _ Team Grün   | Nicolas Elgas Artjom Pronitschkin Nathan Nicoud Wolodymyr Troschkin Pablo González Maks Perčič Yam Yau Alessandro Segafredo Illja Korsun Marek Potšinok Patrik Dalen Levente Hegedűs Štěpán Maleček            | _ Team Grau    | 14:6      | _ Team Schwarz | 7:3           | _ Team Rot                   | 10:4                   | Gold |
| _ Team Grün   | Nicolas Elgas Artjom Pronitschkin Nathan Nicoud Wolodymyr Troschkin Pablo González Maks Perčič Yam Yau Alessandro Segafredo Illja Korsun Marek Potšinok Patrik Dalen Levente Hegedűs Štěpán Maleček            | _ Team Orange  | 8:6       | _ Team Schwarz | 7:3           | _ Team Rot                   | 10:4                   | Gold |
| _ Team Grün   | Nicolas Elgas Artjom Pronitschkin Nathan Nicoud Wolodymyr Troschkin Pablo González Maks Perčič Yam Yau Alessandro Segafredo Illja Korsun Marek Potšinok Patrik Dalen Levente Hegedűs Štěpán Maleček            | _ Team Schwarz | 4:6       | _ Team Schwarz | 7:3           | _ Team Rot                   | 10:4                   | Gold |
| Mädchen       | |                |           |                |               |                              |                        |      |
| _ Team Braun  | Arwen Nylaander Julia Termens Nausikäa Clement Ximena González Riko Matsumoto Roos Karst Celine Mayer Alicja Sowa Barbora Bartáková Marja Linzbichler Tallulah Bryant Ivana Latková Daniella Lauritzen Pizarro | _ Team Schwarz | 13:11     | _ Team Schwarz | 7:11          | Spiel um Bronze: _ Team Blau | 4:6                    | 4    |
| _ Team Braun  | Arwen Nylaander Julia Termens Nausikäa Clement Ximena González Riko Matsumoto Roos Karst Celine Mayer Alicja Sowa Barbora Bartáková Marja Linzbichler Tallulah Bryant Ivana Latková Daniella Lauritzen Pizarro | _ Team Grün    | 6:8       | _ Team Schwarz | 7:11          | Spiel um Bronze: _ Team Blau | 4:6                    | 4    |
| _ Team Braun  | Arwen Nylaander Julia Termens Nausikäa Clement Ximena González Riko Matsumoto Roos Karst Celine Mayer Alicja Sowa Barbora Bartáková Marja Linzbichler Tallulah Bryant Ivana Latková Daniella Lauritzen Pizarro | _ Team Grau    | 16:6      | _ Team Schwarz | 7:11          | Spiel um Bronze: _ Team Blau | 4:6                    | 4    |
| _ Team Braun  | Arwen Nylaander Julia Termens Nausikäa Clement Ximena González Riko Matsumoto Roos Karst Celine Mayer Alicja Sowa Barbora Bartáková Marja Linzbichler Tallulah Bryant Ivana Latková Daniella Lauritzen Pizarro | _ Team Orange  | 14:10     | _ Team Schwarz | 7:11          | Spiel um Bronze: _ Team Blau | 4:6                    | 4    |
| _ Team Braun  | Arwen Nylaander Julia Termens Nausikäa Clement Ximena González Riko Matsumoto Roos Karst Celine Mayer Alicja Sowa Barbora Bartáková Marja Linzbichler Tallulah Bryant Ivana Latková Daniella Lauritzen Pizarro | _ Team Rot     | 5:11      | _ Team Schwarz | 7:11          | Spiel um Bronze: _ Team Blau | 4:6                    | 4    |
| _ Team Braun  | Arwen Nylaander Julia Termens Nausikäa Clement Ximena González Riko Matsumoto Roos Karst Celine Mayer Alicja Sowa Barbora Bartáková Marja Linzbichler Tallulah Bryant Ivana Latková Daniella Lauritzen Pizarro | _ Team Blau    | 14:2      | _ Team Schwarz | 7:11          | Spiel um Bronze: _ Team Blau | 4:6                    | 4    |
| _ Team Braun  | Arwen Nylaander Julia Termens Nausikäa Clement Ximena González Riko Matsumoto Roos Karst Celine Mayer Alicja Sowa Barbora Bartáková Marja Linzbichler Tallulah Bryant Ivana Latková Daniella Lauritzen Pizarro | _ Team Gelb    | 8:6       | _ Team Schwarz | 7:11          | Spiel um Bronze: _ Team Blau | 4:6                    | 4    |
| _ Team Gelb   | Anke Steeno Eva Aizpurua Ludmilla Bourcet Elisa Innocenti Katya Blong Iris van Houten Zuzana Trnková Luisa Wilson Shin Seo-yoon Leonie Böttcher Nora Pollestad Nubya Aeschlimann Magdalena Luggin              | _ Team Grün    | 5:10      | _ Team Blau    | 7:5           | _ Team Schwarz               | 6:1                    | Gold |
| _ Team Gelb   | Anke Steeno Eva Aizpurua Ludmilla Bourcet Elisa Innocenti Katya Blong Iris van Houten Zuzana Trnková Luisa Wilson Shin Seo-yoon Leonie Böttcher Nora Pollestad Nubya Aeschlimann Magdalena Luggin              | _ Team Grau    | 8:11      | _ Team Blau    | 7:5           | _ Team Schwarz               | 6:1                    | Gold |
| _ Team Gelb   | Anke Steeno Eva Aizpurua Ludmilla Bourcet Elisa Innocenti Katya Blong Iris van Houten Zuzana Trnková Luisa Wilson Shin Seo-yoon Leonie Böttcher Nora Pollestad Nubya Aeschlimann Magdalena Luggin              | _ Team Orange  | 9:4       | _ Team Blau    | 7:5           | _ Team Schwarz               | 6:1                    | Gold |
| _ Team Gelb   | Anke Steeno Eva Aizpurua Ludmilla Bourcet Elisa Innocenti Katya Blong Iris van Houten Zuzana Trnková Luisa Wilson Shin Seo-yoon Leonie Böttcher Nora Pollestad Nubya Aeschlimann Magdalena Luggin              | _ Team Schwarz | 7:19      | _ Team Blau    | 7:5           | _ Team Schwarz               | 6:1                    | Gold |
| _ Team Gelb   | Anke Steeno Eva Aizpurua Ludmilla Bourcet Elisa Innocenti Katya Blong Iris van Houten Zuzana Trnková Luisa Wilson Shin Seo-yoon Leonie Böttcher Nora Pollestad Nubya Aeschlimann Magdalena Luggin              | _ Team Blau    | 13:8      | _ Team Blau    | 7:5           | _ Team Schwarz               | 6:1                    | Gold |
| _ Team Gelb   | Anke Steeno Eva Aizpurua Ludmilla Bourcet Elisa Innocenti Katya Blong Iris van Houten Zuzana Trnková Luisa Wilson Shin Seo-yoon Leonie Böttcher Nora Pollestad Nubya Aeschlimann Magdalena Luggin              | _ Team Rot     | 13:15     | _ Team Blau    | 7:5           | _ Team Schwarz               | 6:1                    | Gold |
| _ Team Gelb   | Anke Steeno Eva Aizpurua Ludmilla Bourcet Elisa Innocenti Katya Blong Iris van Houten Zuzana Trnková Luisa Wilson Shin Seo-yoon Leonie Böttcher Nora Pollestad Nubya Aeschlimann Magdalena Luggin              | _ Team Braun   | 6:8       | _ Team Blau    | 7:5           | _ Team Schwarz               | 6:1                    | Gold |
| _ Team Orange | Polina Lubenez Wang Meihe Sanne Claessens Saskia Rohregger Isabel Walberg Molly Lukowiak Yoo Seo-young Nadia Sancha Sena Hasegawa Dóra Véghelyi Emma Hofbauer Julija Wolkowa Kristina Chernova                 | _ Team Rot     | 8:6       | ausgeschieden  | ausgeschieden | ausgeschieden                | ausgeschieden          | 8    |
| _ Team Orange | Polina Lubenez Wang Meihe Sanne Claessens Saskia Rohregger Isabel Walberg Molly Lukowiak Yoo Seo-young Nadia Sancha Sena Hasegawa Dóra Véghelyi Emma Hofbauer Julija Wolkowa Kristina Chernova                 | _ Team Blau    | 12:1      | ausgeschieden  | ausgeschieden | ausgeschieden                | ausgeschieden          | 8    |
| _ Team Orange | Polina Lubenez Wang Meihe Sanne Claessens Saskia Rohregger Isabel Walberg Molly Lukowiak Yoo Seo-young Nadia Sancha Sena Hasegawa Dóra Véghelyi Emma Hofbauer Julija Wolkowa Kristina Chernova                 | _ Team Gelb    | 4:9       | ausgeschieden  | ausgeschieden | ausgeschieden                | ausgeschieden          | 8    |
| _ Team Orange | Polina Lubenez Wang Meihe Sanne Claessens Saskia Rohregger Isabel Walberg Molly Lukowiak Yoo Seo-young Nadia Sancha Sena Hasegawa Dóra Véghelyi Emma Hofbauer Julija Wolkowa Kristina Chernova                 | _ Team Braun   | 10:14     | ausgeschieden  | ausgeschieden | ausgeschieden                | ausgeschieden          | 8    |
| _ Team Orange | Polina Lubenez Wang Meihe Sanne Claessens Saskia Rohregger Isabel Walberg Molly Lukowiak Yoo Seo-young Nadia Sancha Sena Hasegawa Dóra Véghelyi Emma Hofbauer Julija Wolkowa Kristina Chernova                 | _ Team Schwarz | 14:8      | ausgeschieden  | ausgeschieden | ausgeschieden                | ausgeschieden          | 8    |
| _ Team Orange | Polina Lubenez Wang Meihe Sanne Claessens Saskia Rohregger Isabel Walberg Molly Lukowiak Yoo Seo-young Nadia Sancha Sena Hasegawa Dóra Véghelyi Emma Hofbauer Julija Wolkowa Kristina Chernova                 | _ Team Grün    | 6:8       | ausgeschieden  | ausgeschieden | ausgeschieden                | ausgeschieden          | 8    |
| _ Team Orange | Polina Lubenez Wang Meihe Sanne Claessens Saskia Rohregger Isabel Walberg Molly Lukowiak Yoo Seo-young Nadia Sancha Sena Hasegawa Dóra Véghelyi Emma Hofbauer Julija Wolkowa Kristina Chernova                 | _ Team Grau    | 2:5       | ausgeschieden  | ausgeschieden | ausgeschieden                | ausgeschieden          | 8    |
| _ Team Rot    | Sonia David Valeria Ansoleaga Kao Wei-ting Nie Xinrui Abby Rowbotham Zoé Mächler Mila Lutteral Barbora Kapičáková Alina Itschajewa Bea Storesund Andrea Trnková Felicity Luby Anita Origlio                    | _ Team Orange  | 6:8       | ausgeschieden  | ausgeschieden | ausgeschieden                | ausgeschieden          | 7    |
| _ Team Rot    | Sonia David Valeria Ansoleaga Kao Wei-ting Nie Xinrui Abby Rowbotham Zoé Mächler Mila Lutteral Barbora Kapičáková Alina Itschajewa Bea Storesund Andrea Trnková Felicity Luby Anita Origlio                    | _ Team Schwarz | 12:9      | ausgeschieden  | ausgeschieden | ausgeschieden                | ausgeschieden          | 7    |
| _ Team Rot    | Sonia David Valeria Ansoleaga Kao Wei-ting Nie Xinrui Abby Rowbotham Zoé Mächler Mila Lutteral Barbora Kapičáková Alina Itschajewa Bea Storesund Andrea Trnková Felicity Luby Anita Origlio                    | _ Team Grün    | 9:8 n. V. | ausgeschieden  | ausgeschieden | ausgeschieden                | ausgeschieden          | 7    |
| _ Team Rot    | Sonia David Valeria Ansoleaga Kao Wei-ting Nie Xinrui Abby Rowbotham Zoé Mächler Mila Lutteral Barbora Kapičáková Alina Itschajewa Bea Storesund Andrea Trnková Felicity Luby Anita Origlio                    | _ Team Grau    | 9:13      | ausgeschieden  | ausgeschieden | ausgeschieden                | ausgeschieden          | 7    |
| _ Team Rot    | Sonia David Valeria Ansoleaga Kao Wei-ting Nie Xinrui Abby Rowbotham Zoé Mächler Mila Lutteral Barbora Kapičáková Alina Itschajewa Bea Storesund Andrea Trnková Felicity Luby Anita Origlio                    | _ Team Braun   | 11:5      | ausgeschieden  | ausgeschieden | ausgeschieden                | ausgeschieden          | 7    |
| _ Team Rot    | Sonia David Valeria Ansoleaga Kao Wei-ting Nie Xinrui Abby Rowbotham Zoé Mächler Mila Lutteral Barbora Kapičáková Alina Itschajewa Bea Storesund Andrea Trnková Felicity Luby Anita Origlio                    | _ Team Gelb    | 15:13     | ausgeschieden  | ausgeschieden | ausgeschieden                | ausgeschieden          | 7    |
| _ Team Rot    | Sonia David Valeria Ansoleaga Kao Wei-ting Nie Xinrui Abby Rowbotham Zoé Mächler Mila Lutteral Barbora Kapičáková Alina Itschajewa Bea Storesund Andrea Trnková Felicity Luby Anita Origlio                    | _ Team Blau    | 18:11     | ausgeschieden  | ausgeschieden | ausgeschieden                | ausgeschieden          | 7    |

### Eisschnelllauf
| Athleten                                                                  | Wettbewerbe | Zeit        | Rang   |
| ------------------------------------------------------------------------- | ----------- | ----------- | ------ |
| Jungen                                                                    |             |             |        |
| Nil Llop                                                                  | 500 m       | 36,60 s     | Silber |
| Nil Llop                                                                  | 1500 m      | 1:58,00 min | 8      |
| Mädchen                                                                   |             |             |        |
| Carla Álvarez                                                             | 500 m       | 44,34 s     | 29     |
| Carla Álvarez                                                             | 1500 m      | 2:37,24 min | 31     |
| Luisa María González                                                      | 500 m       | 42,27 s     | 11     |
| Luisa María González                                                      | 1500 m      | 2:25,68 min | 29     |
| Mixed                                                                     |             |             |        |
| Team 4 Carla Álvarez Yang Binyu Filip Hawryłak Nuraly Aqschol             | Teamsprint  | 2:10,67 min | 13     |
| Team 9 Serena Pergher Ilka Füzesy Yang Suk-hoon Nil Llop                  | Teamsprint  | 2:06,33 min | 4      |
| Team 11 Luisa María González Fran Vanhoutte Nicky Rosanelli Sander Eitrem | Teamsprint  | 2:07,46 min | 7      |

| Athleten             | Wettbewerbe | Halbfinale | Halbfinale  | Halbfinale | Finale | Finale      | Finale | Rang |
| Athleten             | Wettbewerbe | Punkte     | Zeit        | Rang       | Punkte | Zeit        | Rang   | Rang |
| -------------------- | ----------- | ---------- | ----------- | ---------- | ------ | ----------- | ------ | ---- |
| Jungen               |             |            |             |            |        |             |        |      |
| Nil Llop             | Massenstart | 2          | 5:55,84 min | 7          | 0      | 6:33,94 min | 14     | 14   |
| Mädchen              |             |            |             |            |        |             |        |      |
| Carla Álvarez        | Massenstart | 2          | 6:43,40 min | 8          | 0      | 7:15,23 min | 15     | 15   |
| Luisa María González | Massenstart | 3          | 6:52,58 min | 6          | 0      | 6:53,45 min | 12     | 15   |

### Ski Alpin
| Athleten     | Wettbewerbe  | 1. Lauf     | 1. Lauf | 2. Lauf     | 2. Lauf | Gesamt      | Gesamt |
| Athleten     | Wettbewerbe  | Zeit        | Rang    | Zeit        | Rang    | Zeit        | Rang   |
| ------------ | ------------ | ----------- | ------- | ----------- | ------- | ----------- | ------ |
| Jungen       |              |             |         |             |         |             |        |
| Juan Sánchez | Riesenslalom | 1:08,26 min | 25      | 1:04,99 min | 16      | 2:13,25 min | 19     |
| Juan Sánchez | Slalom       | 39,59 s     | 25      | 42,40 s     | 23      | 1:21,99 min | 22     |
| Juan Sánchez | Super-G      | –           | –       | –           | –       | 57,62 s     | 36     |
| Juan Sánchez | Kombination  | 57,62 s     | 36      | DNF         | DNF     | DNF         | DNF    |
| Mädchen      |              |             |         |             |         |             |        |
| Jana Suau    | Riesenslalom | 1:08,26 min | 25      | 1:04,99 min | 16      | 2:13,25 min | 19     |
| Jana Suau    | Slalom       | DNF         | DNF     | DNF         | DNF     | DNF         | DNF    |
| Jana Suau    | Super-G      | –           | –       | –           | –       | 59,64 s     | 32     |
| Jana Suau    | Kombination  | 59,64 s     | 32      | DNF         | DNF     | DNF         | DNF    |

### Skibergsteigen
| Athleten                                    | Wettbewerbe | Qualifikation | Qualifikation | Viertelfinale | Viertelfinale | Halbfinale  | Halbfinale | Finale        | Finale        | Rang   |
| Athleten                                    | Wettbewerbe | Zeit          | Rang          | Zeit          | Rang          | Zeit        | Rang       | Zeit          | Rang          | Rang   |
| ------------------------------------------- | ----------- | ------------- | ------------- | ------------- | ------------- | ----------- | ---------- | ------------- | ------------- | ------ |
| Jungen                                      |             |               |               |               |               |             |            |               |               |        |
| Ot Ferrer                                   | Einzel      | –             | –             | –             | –             | –           | –          | 50:45,49 min  | 5             | 5      |
| Ot Ferrer                                   | Sprint      | 3:00,26 min   | 10            | 2:49,07 min   | 2             | 2:42,90 min | 1          | 2:43,28 min   | 3             | Bronze |
| Marc Ràdua                                  | Einzel      | –             | –             | –             | –             | –           | –          | 57:45,55 min  | 18            | 18     |
| Marc Ràdua                                  | Sprint      | 2:54,92 min   | 6             | 2:40,15 min   | 1             | 2:44,80 min | 3          | 2:47,27 min   | 5             | 5      |
| Mädchen                                     |             |               |               |               |               |             |            |               |               |        |
| María Costa                                 | Einzel      | –             | –             | –             | –             | –           | –          | 1:05:52,32 h  | 9             | 9      |
| María Costa                                 | Sprint      | 3:48,88 min   | 9             | 3:29,20 min   | 1             | 3:19,35 min | 1          | 3:22,45 min   | 1             | Gold   |
| Ares Torra                                  | Einzel      | –             | –             | –             | –             | –           | –          | 1:06:50,06 h  | 12            | 12     |
| Ares Torra                                  | Sprint      | 3:57,13 min   | 15            | 3:34,91 min   | 3             | 3:42,46 min | 6          | ausgeschieden | ausgeschieden | 11     |
| Mixed                                       |             |               |               |               |               |             |            |               |               |        |
| Maria Costa Marc Ràdua Ares Torra Ot Ferrer | Staffel     | –             | –             | –             | –             | –           | –          | 37:13 min     | 3             | Bronze |

### Skilanglauf
| Athleten        | Wettbewerbe     | Qualifikation | Qualifikation | Viertelfinale | Viertelfinale | Halbfinale    | Halbfinale    | Finale        | Finale        | Rang |
| Athleten        | Wettbewerbe     | Zeit          | Rang          | Zeit          | Rang          | Zeit          | Rang          | Zeit          | Rang          | Rang |
| --------------- | --------------- | ------------- | ------------- | ------------- | ------------- | ------------- | ------------- | ------------- | ------------- | ---- |
| Jungen          |                 |               |               |               |               |               |               |               |               |      |
| Miquel Auladell | 10 km klassisch | –             | –             | –             | –             | –             | –             | 30:18,1 min   | 42            | 42   |
| Miquel Auladell | Sprint Freistil | 3:53,05 min   | 71            | ausgeschieden | ausgeschieden | ausgeschieden | ausgeschieden | ausgeschieden | ausgeschieden | 71   |
| Miquel Auladell | Langlauf-Cross  | 5:03,92 min   | 65            | –             | –             | ausgeschieden | ausgeschieden | ausgeschieden | ausgeschieden | 65   |
| Mädchen         |                 |               |               |               |               |               |               |               |               |      |
| Marta Moreno    | 5 km klassisch  | –             | –             | –             | –             | –             | –             | 17:36,9 min   | 55            | 55   |
| Marta Moreno    | Sprint Freistil | 3:11,50 min   | 55            | ausgeschieden | ausgeschieden | ausgeschieden | ausgeschieden | ausgeschieden | ausgeschieden | 55   |
| Marta Moreno    | Langlauf-Cross  | 5:48,27 min   | 50            | –             | –             | ausgeschieden | ausgeschieden | ausgeschieden | ausgeschieden | 50   |

### Snowboard
| Athleten                                                              | Wettbewerbe                        | Vorrunde | Viertelfinale | Halbfinale    | Finale        | Rang   |
| Athleten                                                              | Wettbewerbe                        | Rang     | Rang          | Rang          | Rang          | Rang   |
| --------------------------------------------------------------------- | ---------------------------------- | -------- | ------------- | ------------- | ------------- | ------ |
| Jungen                                                                |                                    |          |               |               |               |        |
| Álvaro Romero                                                         | Snowboardcross                     | 2        | –             | 2             | 3             | Bronze |
| Mädchen                                                               |                                    |          |               |               |               |        |
| Aina Gomariz                                                          | Snowboardcross                     | 10       | –             | ausgeschieden | ausgeschieden | 20     |
| Mixed                                                                 |                                    |          |               |               |               |        |
| Mixed Team 6 Aina Gomáriz Marie-Pier Brunet Álvaro Romero Scott Johns | Ski-/Snowboardcross Teamwettbewerb | 3        | ausgeschieden | ausgeschieden | ausgeschieden | 16     |